# Половник (столовый прибор)

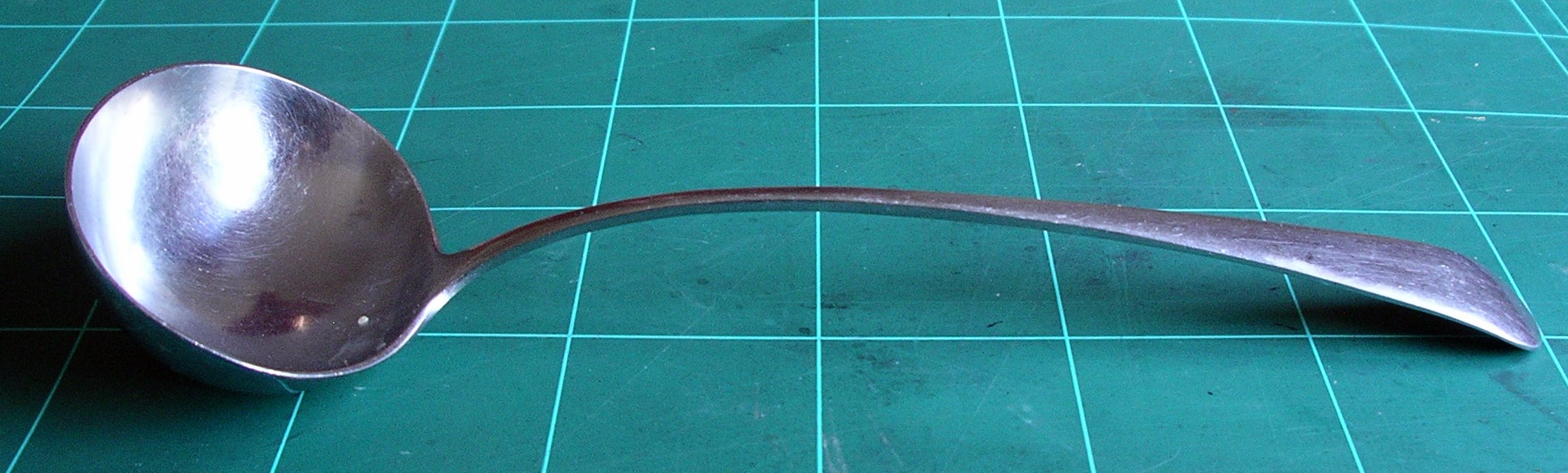
Металлический половник

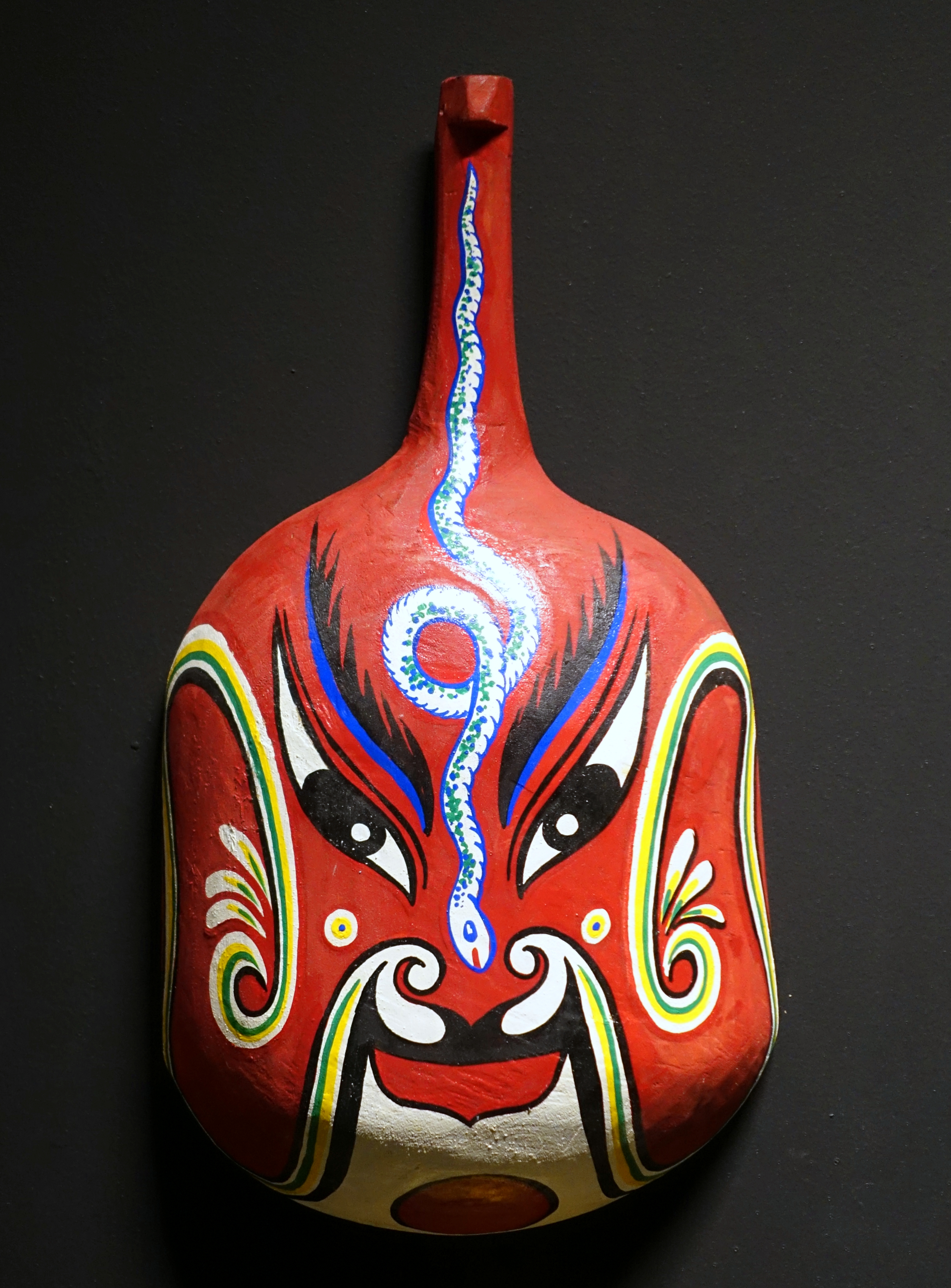
В китайской провинции Шэньси распространено народное искусство изготовления фестивальных половников в стиле грима китайской оперы. На фото — пример такого половника из лиссабонского Музея Востока

Поло́вник (поварёшка, разливательная ложка, черпак) — ковш, большая (объём от 50 миллилитров и более) разливная ложка с длинной ручкой.
В Смоленском крае — поло́йник, а в Тверском и Ржевском — половница и другие.

## История

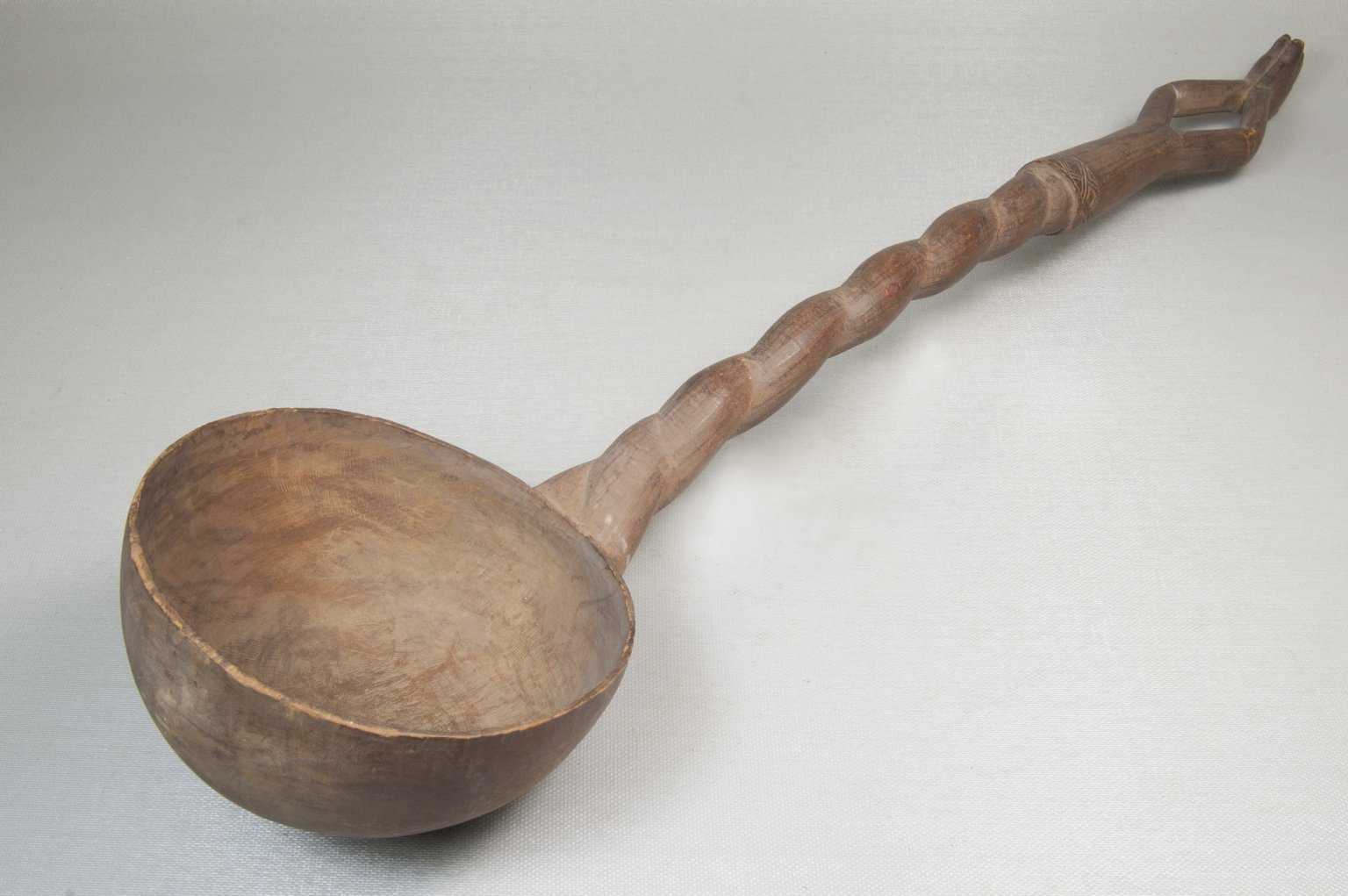
Деревянный половник конца XIX или начала XX века

Используется для разливания супов (прозрачных), компотов, молока и другой пищи из посуды для приготовления (кастрюли) в посуду для употребления еды (тарелки, чашки, пиалки).
В XIX веке более распространённым было название уполовник (в некоторых областях ополовник). Стандартная ёмкость половника — 0,14 литра. Порция супа (прозрачного) — три — пять поварёшек, примерно 0,4 — 0,7 литра. В XX веке половники как правило металлические (из нержавеющей стали или алюминия). В конце XX начале XXI века появились пластиковые половники.
Столовый половник (подающийся вместе с супницей на обеденный стол) может быть из благородных металлов.
Кухонный половник известен также как поварёшка или черпак. Кухонные половники больше по размеру столовых и могут достигать в величину до 30 см в диаметре.
В старину в некоторых местах Руси деревянные или берестяные половники называли чумичка.

## Народные названия
- Можно часто услышать различные вариации названия для данного столового прибора: «поварёнка»[2], «чумичка»[2], «уполовник»[2], «чупизник»[2], «полойник», «кычим»[5], «аполонник» и другие.